# پردراگ استانکوویچ
پردراگ استانکوویچ (انگلیسی: Predrag Stanković؛ زادهٔ ۱۷ سپتامبر ۱۹۶۸) بازیکن سابق فوتبال اهل صربستان است که در پست مدافع میانی بازی‌ می‌کرد.